# Jack Shepherd
Jack Shepherd (* 29. Oktober 1940 in Leeds, Yorkshire, England) ist ein britischer Schauspieler, Dramatiker, Theaterregisseur, Saxophonist und Jazz-Pianist, der sein Filmdebüt 1968 gemeinsam mit Victor Henry und Susan George in All Neat in Black Stockings hatte, aber am besten durch seine Fernsehrollen, vor allem die Titelrolle in der britischen TV-Serie Wycliffe bekannt ist. Seine Tochter Catherine Shepherd ist ebenfalls Schauspielerin.
Sein Filmografie umfasst mehr als 100 Produktionen, darunter viele Fernsehauftritte.

## Filmografie (Auswahl)
- 1968: All Neat in Black Stockings
- 1969: The Virgin Soldiers
- 1971: Das vergessene Tal (The Last Valley)
- 1977: Count Dracula
- 1987: Flucht aus Sobibor (Escape from Sobibor)
- 1992: Geschichten aus Hollywood (Tales from Hollywood)
- 1994: Flucht aus Absolom (No Escape)
- 1994–1998: Wycliffe (Fernsehserie, 37 Folgen)
- 2002: Silent Witness (Fernsehserie, 2 Folgen)
- 2005: A Cock and Bull Story
- 2007: Der Goldene Kompass (The Golden Compass)
- 2010: Die Weihnachtsgeschichte – Das größte Wunder aller Zeiten (The Nativity, Miniserie)
- 2014: New Tricks – Die Krimispezialisten (New Tricks, Fernsehserie, 1 Folge)
- 2015: Inspector Barnaby (Midsomer Murders), Fernsehserie, Staffel 17, Folge 2: Mord mit Magie („Murder By Magic“)
- 2016: Rebellion (Miniserie)